# Grammetal
Grammetal är en kommun i Landkreis Weimarer Land i förbundslandet Thüringen i Tyskland.
Kommunen bildades den 31 december 2019 genom en sammanslagning av de tidigare kommunerna Bechstedtstraß, Daasdorf am Berge, Hopfgarten, Isseroda, Mönchenholzhausen, Niederzimmern, Nohra, Ottstedt am Berge och Troistedt.